# Mecika, Ruse
Mecika (în bulgară Мечка) este un sat în comuna Ivanovo, regiunea Ruse,  Bulgaria. 

## Demografie
Componența etnică a satului Mecika
     Bulgari (90,79%)
     Nicio identificare (9,2%)
     Altele (0%)
La recensământul din 2011, populația satului Mecika era de 630 locuitori. Din punct de vedere etnic, majoritatea locuitorilor (90,79%) erau bulgari. Pentru 9,2% din locuitori nu este cunoscută apartenența etnică.